# 大野城市立大利中学校
大野城市立大利中学校（おおのじょうしりつ おおりちゅうがっこう）は、福岡県大野城市にある公立中学校。

## 概要
大利中学校は1976年（昭和51年）4月に開校した、大野城市立の公立中学校。敷地は米軍から返還されたもので、第二次世界大戦後は板付基地春日原住宅地区だった場所である (1972年6月30日返還)。
大野城市立下大利小学校と大野城市立大利小学校の2つの小学校区から生徒が通っている。また、朝には視写をしたり、午後の清掃活動終了後、帰り自習という制度があり、大利中学校の特徴のひとつになっている。

## 歴史
- 1976年（昭和51年） - 大野城市立大野中学校から分離し開校
- 1980年（昭和55年） - 大野城市立平野中学校と分離する

導研究大会が開かれる
- 2006年（平成18年） - 創立30周年記念行事が行われる
- 2016年（平成28年） - 創立40周年記念行事が行われる

## 学校行事
毎年、体育祭と文化祭では、生徒からテーマが公募されている。
- 4月　入学式
- 4月　歓迎遠足
- 5月　体育祭
- 9月　東雲祭

各部活動が模擬店を出して、バザーが催される。
- 9月　修学旅行（2年生）
- 滋賀県、京都府、神戸市
- 9月　自然教室（1年生）

例年、宗像市の少年自然の家にいく。しかし、H22年度からは、阿蘇の青少年交流の家となった。
- 10月　文化祭

文化部を中心とした出し物や、弁論大会などが行われた後に、クラス単位の合唱コンクールが行われる。
- 3月　クラスマッチ（１、２年のみ）
- 3月　卒業式

### 運動部
- サッカー（男子）
- ハンドボール（男女）
- バスケットボール（男女）
- バレーボール（男女）
- ソフトテニス（女子のみ）
- 剣道（男女）
- 水泳（男女）
- 野球  (男子)

### 文化部
- 吹奏楽
- 手芸
- 美術
- パソコン

## 所在
福岡県大野城市立上大利一丁目6番1号

## 交通
西鉄天神大牟田線下大利駅とJR鹿児島本線大野城駅が最寄り駅である。

## 周辺
- 九州大学筑紫キャンパス（大学院）
- 福岡県立春日高等学校
- 大野城市立大利小学校
- 福岡県立筑紫中央高等学校

## 通学区域
- 大字上大利（県道31号線以東）
- 上大利一丁目～五丁目
- 下大利一丁目～五丁目

- 下大利団地
- 白木原四丁目の一部
- 中央一丁目（一部）,二丁目

- 東大利一丁目～四丁目
  - （一丁目・三丁目の一部を除く）

## 著名な出身者
- 荒木彩花（バレーボール選手：久光スプリングス）